# ESO 162-17
ESO 162-17은 용골자리 방향으로 약 4,000만 광년 떨어져 있는 특이 은하이다.

## 이웃 은하들과의 중력 상호 작용
이웃 은하들과의 중력 상호 작용을 겪고 있으며 그 결과 비정상적으로 많은 양의 먼지와 가스를 보유하고 있으며, 불규칙한 외형에 특이한 조성을 갖게 된다.

## 초신성
- 2010년 2월 23일 SN 2010ae가 폭발하였다. 본 초신성은 처음에 Ia형 초신성으로 판명되었으며, 추후 좀비별로 판명되었다.[3]